# Matsudaira Katamori
 (décembre 2010).
Si vous disposez d'ouvrages ou d'articles de référence ou si vous connaissez des sites web de qualité traitant du thème abordé ici, merci de compléter l'article en donnant les références utiles à sa vérifiabilité et en les liant à la section « Notes et références ».
Matsudaira Katamori (松平容保, 15 février 1836 - 5 décembre 1893) était un samouraï qui vécut durant la fin de la période Edo et la première moitié de l'ère Meiji. Il fut le 9e daimyo du domaine d'Aizu et le Commissaire Militaire de Kyoto au cours de la période du Bakumatsu. Pendant la guerre de Boshin, Katamori et le domaine d'Aizu ont lutté contre les armées du gouvernement de Meiji, mais ont été sévèrement défaits. Katamori a survécu, et il est plus tard devenu le chef d'un sanctuaire Tōshō-gū. Lui et ses trois frères, Matsudaira Sadaaki, Tokugawa Yoshikatsu, et Tokugawa Mochinaga, ont tenu des rôles très influents pendant la restauration de Meiji ; ils étaient appelés les quatre frères Takasu (Takasu yon-kyōdai, 高須四兄弟).

## Premières années
Matsudaira Katamori est né dans le quartier de Yotsuya à Edo, le 15 février 1836, à la résidence du domaine de Takasu. Il est le septième fils de Matsudaira Yoshitatsu (ja), daimyo de Takasu, et de l'une de ses concubines, une femme de la famille Komori dont quelques historiens pensent que le nom était Chiyo (elle est également connue par son nom bouddhiste, Zenkyō-in). Katamori, ou de son nom de naissance Keinosuke (銈之丞), a eu une enfance agitée. Bien que le domaine de Takasu fût petit, il avait un haut niveau de prestige en raison de son statut de branche familiale du clan Tokugawa (par la maison des Gosanke d'Owari). En outre, dans l'histoire de la lignée Takasu-Matsudaira, des daimyos venant des branches supérieurs du clan Tokugawa, telles que Mito, ont été adoptés. Par conséquent, Katamori était en très bonne position pour être adopté par un membre supérieur de la maison des Tokugawa, en l'occurrence par  Matsudaira Katataka, le 8e seigneur du domaine d'Aizu. Yoshitatsu a approuvé l'adoption, non seulement parce que Katataka était le seigneur d'une maison de niveau supérieur avec une histoire et une lignée prestigieuses, mais aussi du fait que Katataka était son frère. Ainsi, le jeune Keinosuke fut adopté par Katataka, et épousa Toshihime, la fille de Katataka, en 1856. Après son adoption, Keinosuke prit le nom de « Katamori » en se servant d'un des caractères du nom de son père adoptif. Il fut présenté au Shogun Ieyoshi Tokugawa, avec Naosuke Ii, quatre mois après son adoption, et à la fin de l'année, il fut investi du titre de Wakasa no Kami (若狭守), qui était traditionnellement attribué à l'héritier de la maison d'Aizu. Désireux de donner une bonne éducation à Katamori, Katataka a alors envoyé son héritier à Aizu, où celui-ci est allé à l'école du domaine, Nisshin-kan.

### Succession et héritage
Après la mort de Katataka en 1852, Katamori lui a succédé à la tête de la famille à l'âge de 18 ans. En tant que 9e daimyo, il s'est vu accorder le titre de Higo no Kami (肥後守), qui était traditionnellement tenu par le daimyo d'Aizu. Il a également reçu le titre supplémentaire de Sakonnoe-gon-shōshō (左近衛権少将 ; Sous-Général de la Garde Gauche) de la part de la Cour Impériale ; il a officiellement transmis ses remerciements à l'empereur dans le courant de l'année. En outre, Katamori a hérité du siège traditionnel de la famille à la chambre du tamari no Ma, où des sujets importants de l'état étaient discutés avec le rōjū (Conseil des Anciens).

### Katamori et le Commodore Perry
Les années suivant sa nomination furent des temps difficiles pour son commandement du domaine. À peine un an plus tard, le commodore Matthew Perry entra dans la Baie d'Edo avec une flotte américaine et exigea l'ouverture du Japon au commerce international. Le Shogunat a mobilisé beaucoup d'hommes et de bateaux au sein d'une grande coalition de domaines féodaux, et Aizu, étant une branche supérieures de la maison du Shogun, ne fit pas exception. Aizu avait déjà reçu l'ordre d'assurer la sécurité dans les régions côtières des provinces de Kazusa et d'Awa quelques mois avant la venue de Perry, et quand le Commodore est descendu à terre pour rencontrer des fonctionnaires japonais, Aizu fut l'un des domaines qui ont fourni des bateaux de patrouilles pour la sécurité côtière en vue de l'événement. Samuel Wells Williams, un traducteur de la mission de Perry, écrit ceci : « Certains des drapeaux vus à terre, et des vestes rouges, aussi, avait 會 sur eux ce jour. » Ce caractère, « AI » comme dans « Aizu », comme on le voit dans les représentations artistiques de l'époque, était utilisé sur les bannières du domaine.

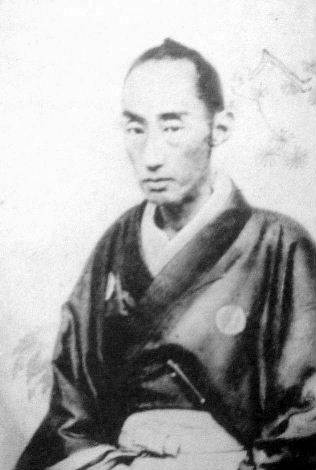
Matsudaira Katamori.

## Carrière de Commissaire Militaire de Kyoto

### Contexte
En 1862, des figures politiques du Shogunat Tokugawa ont créé le poste de Kyoto Shugoshoku (Commissaire Militaire de Kyoto), afin de restaurer l'ordre public dans la ville éponyme, qui était sous l'influence des partisans du Sonnō jōi. Ce poste fut celui qui s'attaquait à l'agitation qui existait alors dans la ville. Auparavant, un poste appelé Kyoto Shoshidai (京都所司代) était le rang de ce genre le plus haut, s'occupant d'affaires dans la région de Kyoto-Osaka sous les ordres du Shogun. Cependant, les Shoshidai successifs, ainsi que les magistrats qui avaient la ville à leur charge, se montraient incapables de maintenir l'ordre public, et ainsi le poste de Shugoshoku fut superposé à la structure existante. Là où les Shoshidai et les magistrats n'avaient pas pu imposer le Droit Civil, le Shugoshoku se devait de réaliser cela par l'emploi de la force militaire. Après beaucoup de délibération, le choix pour le poste de Shugoshoku s'est résumait à deux domaines : Echizen et Aizu. Cependant, Matsudaira Yoshinaga d'Echizen occupait déjà le poste de Président des Affaires Politiques (政治総裁職 ; seiji sōsai-shoku), ainsi toute l'attention s'est alors tournée vers Matsudaira Katamori. Comme ce-dernier était malade, le conseiller d'Aizu basé à Edo Yokoyama Tsunenori fut convoqué au château d'Edo à sa place, et fut chargé de transmettre la nomination. Katamori a envoyé un serviteur avec une lettre pour excuser son absence : "Comme c'est un ordre shogunal, nous n'avons d'autres choix que d'accepter. En outre, le seigneur  fondateur de notre domaine, Masayuki, a prévu de le faire selon le code de notre maison. Cependant, notre seigneur Katamori est jeune, et nos hommes viennent du nord et sont donc peu familiers avec les conditions dans la capitale. Si nous devions sans nul doute accepter cette tâche, et si sur une chance sur dix-mille un désastre venaient à s'abattre, nous du domaine d'Aizu ne pourrions probablement pas tout faire seuls; le Shogun devrait s'impliquer, comme tout le Japon. Nous tenons à examiner soigneusement cette nouvelle." Cependant, le Bakufu ne voulait pas entendre parler d'un refus. Matsudaira Yoshinaga s'est personnellement rendu à la résidence d'Aizu, et a rappelé à Katamori le passé prestigieux d'Aizu comme fonctionnaires du Shogunat : « Si [votre fondateur] le seigneur Masayuki était encore en vie, il accepterait tout de suite ! »
Des rumeurs ont commencé à circuler disant que Katamori refusait le poste dans un désir d'auto-préservation, auquel il est dit que Katamori répondit, « si les gens commencent à parler comme ça, la honte s'abattra sur notre domaine. En aucune manière, je ne pourrais expliquer ceci aux générations des seigneurs d'Aizu qui ont régné avant moi. Je n'ai pas d'autres choix que d'accepter. »

### Dissidence, Préparation, et Arrivée à Kyoto
La nouvelle de l'acceptation de Katamori à la nomination a rapidement atteint Aizu. Deux des conseillers du domaine, Saigō Tanomo et Tosa Tanaka, y étaient particulièrement opposés, non seulement pour les raisons pour lesquelles Katamori s'y est lui aussi opposé au début, mais également d'un point de vue financier : Aizu, ayant été récemment chargé de la défense côtière de la baie d'Edo et de la surveillance de l'Est d'Ezo (Hokkaidō), était sensiblement touché par les frais, et ne pouvait pas se permettre d'en faire plus sans risque d'une faillite totale. Les deux hommes ont voyagé sans s'arrêter jusqu'à leur seigneur pour le dissuader d'accepter. Saigo, citant apparemment le texte chinois Huai nan-tzu, a décrit cette intention de retenir les radicaux comme « une tentative d'éteindre un feu tout en apportant des broussailles ». Cependant, pour préserver la réputation d'Aizu, ainsi que la pression d'un ordre direct du Shogunat venant de personnes politiques puissantes tels que Tokugawa Yoshinobu, Matsudaira Yoshinaga, et d'autres, Katamori avait à peine son mot à dire sur le sujet ; il réservait ses réticences à ses seuls serviteurs. Il savait très bien dans quoi Aizu s'engageait : « Quoi qu'il arrivera, soyez prêts à creuser votre tombe à Kyoto. » 
Le 23 septembre 1862, Katamori a été officiellement convoqué au château d'Edo et assigné à sa nouvelle tâche. La prise de position n'était pas sans incitations personnelles : elle incluait un salaire de 50 000 koku par an, d'un prêt de 30 000 ryō pour couvrir les dépenses du déplacement jusqu'à Kyoto, ainsi qu'une promotion au 4e rang supérieur de la Cour, grade inférieur (正四位下 ; shō-shi'i-ge). À la Suite de la nomination, un vaste programme de réaffectation du personnel a eu lieu dans la structure de commande de Kyoto. Katamori avait à son service direct un groupe de personnes de confiance, des daimyos et des hatamotos : Naoyuki Nagai devint magistrat de la ville de Kyoto, Makino Tadayuki, seigneur du domaine de Nagaoka, a été fait Kyoto Shoshidai, et Chūjō Nobunori, assistant de Katamori selon le protocole. Katamori a alors envoyé un groupe de sept hommes dirigé par Tosa Tanaka en reconnaissance à Kyoto, et à la Cour Impériale. Après quelques mois de difficultés politiques, il a quitté Edo le 27 janvier 1863 à la tête d'une force d'Aizu de mille hommes. Entrant dans Kyoto le 11 février, il se dirigea une première fois au temple Honzenji pour enfiler des vêtements de Cour, puis alla à la résidence du régent impérial Konoe Tadahiro pour lui rendre ses hommages. Après cela, il s'est rapidement installé dans une résidence de la partie Est de la ville, au temple Konkai kōmyō-ji, dans la région de Kurotani. Peu après son arrivée, Katamori a été officiellement reçu par la Cour, apparaissant devant le régent Konoe ainsi que ses hauts serviteurs, Ono Gonnojō et Komori Ikkan . Son accueil chaleureux et sa popularité auprès de nombreuses personnes de la Cour ont provoqué une série de visites fréquentes qui devait continuer pour la durée de son mandat.

### Mandat
La première difficulté à laquelle Katamori a dû faire face après sa prise de fonction était la méconnaissance de la population locale et sa capacité à faire le travail. Aizu était si peu familier à beaucoup de personnes, au début de 1863, que bon nombre d'entre elles prononçait « kaizu » ou « kwaizu, » dû à l'épellation contemporaine d'« Aizu » (會津 par opposition au 会津 actuel). Cette situation d'incompréhension et le malaise engendré ont commencé à se résorber dans les premiers mois de la 3e année Bunkyu (1863), quand Katamori a été officiellement reçu à la Cour Impériale.
Les nobles de la Cour étaient très heureux de le voir arriver, et ont mis de grands espoirs sur lui en tant que partisan du mouvement du Kōbu Gattai (公武合体) en vue d'encourager la coopération entre la Cour et le Shogunat. Afin d'atteindre les objectifs que la position de Shugoshoku demandaient, Katamori s'est servi des unités de patrouille de la ville, certains d'entre elles étaient composées de ses propres serviteurs, mais d'autres d'hommes sans seigneurs, tels que le Shinsen Gumi. D'autres groupes ont émergé dans les années suivantes, dont le Kyoto Mimawarigumi, qui était sous le commandement du Shoshidai (qui à partir de 1864 était le frère de Katamori, Matsudaira Sadaaki de Kuwana).
Katamori a pris son poste de protecteur de Kyoto (et de la Cour) très au sérieux, et a ainsi joué un grand rôle dans les coups d'état du 30 septembre (ou les coups d'état du 18 août), et l'Incident des Portes Interdites (禁門の変, Kinmon no Hen), qui opposaient les forces des domaines alliés au Shogunat (dont Aizu) aux hommes du domaine de Chōshū. Pendant les expéditions de Choshu, il a également préconisé une position ferme contre le domaine. Ces événements menèrent à une animosité accrue envers Katamori et Aizu de la part de Chōshū.
Katamori a servi comme Shugoshoku de 1862 à 1864 ; et il a encore servi de 1864 à 1868.

## La Guerre de Boshin et ses conséquences
Katamori a essayé de parvenir à un règlement pacifique après la Bataille de Toba-Fushimi, faisant des excuses à la Cour Impériale de nombreuses fois, et présentant même officiellement une lettre de soumission au prince Rinnoji no Miya Yoshihisa, mais les membres du nouveau gouvernement de Meiji refusèrent de lui prêter attention parce que le nouveau gouvernement était principalement composé de personnes de Chōshū et de Satsuma, qui n'appréciaient pas Katamori pour ses activités en tant que Commissaire Militaire. Bien que l'Ōuetsu Reppan Dōmei, comprenant la plupart des domaines du nord du Japon, ait soutenu Aizu et Katamori, ils ont été défaits à la Bataille d'Aizu. Après plusieurs années sous assignation à domicile à Tokyo, Katamori a été libéré, et il est devenu le prêtre en chef du sanctuaire Tōshō-gū Nikkō. Il est mort le 5 décembre 1893, et a été enterré selon les rites Shinto, recevant le nom posthume de Masane-reishin (忠誠雲神). Son héritier, Matsudaira Nobunori, a été adopté de la famille Tokugawa de Mito. Cependant, Nobunori a quitté la famille Matsudaira d'Aizu peu après la restauration de Meiji, laissant Matsudaira Kataharu lui succéder. Ce dernier était le fils biologique le plus âgé de Katamori, conçu avec une des deux concubines de Katamori (Saku et Kiyo) après que Nobunori ait été adopté. Le chef de famille est alors devenu le frère de Kataharu, Morio, et plus tard ce fut le fils de Morio, Matsudaira Morisada,qui est le chef actuel des Aizu-Matsudaira.

## Source de la traduction
- (en) Cet article est partiellement ou en totalité issu de l’article de Wikipédia en anglais intitulé « Matsudaira Katamori » (voir la liste des auteurs).